# غلين غوين
غلين غوين (بالإنجليزية: Glen Gwynne)‏ هو لاعب كرة قدم أسترالي، ولد في 22 فبراير 1972 في Mossman, Queensland ‏ في أستراليا. شارك مع منتخب أستراليا لكرة القدم. أما مع النوادي، فقد لعب مع بريزبان سترايكرز ‏.

## وصلات خارجية
- غلين غوين على موقع قاعدة بيانات كرة القدم.إي يو (الإنجليزية)
- غلين غوين على موقع ناشيونال فوتبول تيمز (الإنجليزية)